# Polydora monilaris
Polydora monilaris är en ringmaskart som beskrevs av Ehlers 1905. Polydora monilaris ingår i släktet Polydora och familjen Spionidae. Inga underarter finns listade i Catalogue of Life.